# Madeleine Sylvain-Bouchereau
Madeleine Sylvain-Bouchereau (ngày 5 tháng 7 năm 1905-1970) là một nhà xã hội học và nhà giáo dục tiên phong người Haiti. Năm 1934, bà là một trong những người sáng lập chính của Ligue Féminine'Action Sociale (Liên đoàn Hành động Xã hội Phụ nữ), tổ chức nữ quyền đầu tiên ở Haiti.

## Tiểu sử
Sinh ngày 5 tháng 7 năm 1905 tại Port-au-Prince, bà là con gái của nhà thơ và nhà ngoại giao Georges Sylvain và vợ là ông Eugénie Mallebranche. Là một sinh viên xuất sắc, bà được giáo dục ở Haiti, Puerto Rico và Hoa Kỳ, tốt nghiệp luật tại Đại học Haiti năm 1933, học ngành giáo dục và xã hội học tại Đại học Puerto-Rico (1936-38) và tại Bryn Mawr College, Pennsylvania, nơi bà lấy bằng tiến sĩ xã hội học vào năm 1941. Luận án của bà Haïti et Ses femmes. Une étude d'évolution Culturelle (Haiti và Phụ nữ. Một nghiên cứu về cách mạng văn hóa) đã được xuất bản vào năm 1957.
Sự nghiệp học tập của bà bắt đầu vào năm 1941 khi bà giảng dạy tại Học viện Dân tộc học Haiti, tiếp tục vào năm 1945 tại Trường Nông nghiệp Quốc gia và Đại học Fisk. Bà là một thành viên danh dự của Delta Sigma Theta.
Nhằm cải thiện điều kiện kinh tế và xã hội cho phụ nữ, cùng với một số phụ nữ khác thuộc tầng lớp thượng lưu và trung lưu, bà đã thành lập Ligue Féminine Keyboardction Sociale (Liên minh nữ quyền vì hành động xã hội). Sylvain-Bouchereau đã giữ vai trò quan trọng trong việc đóng góp cho La Voix des Femmes, tạp chí của tổ chức.

## Tham gia quốc tế
Sự nghiệp quốc tế của Sylvain-Bouchereau bắt đầu vào năm 1937 khi bà là đại biểu Haiti tại Hội nghị liên Mỹ về giáo dục lần thứ ba. Bà là người sớm tham gia vào công việc của Liên Hợp Quốc, sắp xếp các dịch vụ xã hội cho các tù nhân chính trị Ba Lan vào năm 1944. Bà ngồi trong ủy ban đầu tiên về quyền của phụ nữ và, từ năm 1952 đến 1956, đã hỗ trợ Liên đoàn Quốc tế Phụ nữ vì Hòa bình và Tự do trong các khóa học giáo dục ở Copenhagen và Hamburg. T
Từ năm 1966 đến năm 1968, Sylvain-Bouchereau là cố vấn cho Chính phủ Togo về phát triển cộng đồg.
Sylvain-Bouchereau là một trong bảy anh chị em đáng chú ý của bà. Chị gái của bà Suzanne Comhaire-Sylvain (1898-1925), là nhà nhân học nữ đầu tiên của Haiti, trong khi em gái của bà, Yvonne Sylvain (1907-1989), là nữ bác sĩ đầu tiên của đất nước. Anh trai bà, Normil Sylvain (1900-1929), đã thành lập La Revue indigène, nơi xuất bản thơ và văn học bản địa Haiti. Em trai út của bà, Pierre Sylvain (1910 - 1991), một nhà thực vật học, đã báo cáo về sản xuất cà phê ở Ethiopia.
Madeleine Sylvain-Bouchereau qua đời năm 1970 tại thành phố New York.

## Tác phẩm tiêu biểun
- Sylvain-Bouchereau, Madeleine (1944), Education des femmes en Haïti, Port-au-Prince, Imp. de ltatat.
- Sylvain-Bouchereau, Madeleine (1944), Bài giảng Haïtienne: La Famille Renaud, Port-au-Prince, Phiên bản Henri Deschamp.
- Sylvain-Bouchereau, Madeleine (1946), "Les Droits des femmes et la nouvelle Hiến pháp", trong La Femme haïtienne répond aux attaques formulées contre elle à l'Assemblée constituante, Port-au-Prince, Socié
- Sylvain-Bouchereau, Madeleine (1950), "La Classe moyenne en Haïti", ở Matériaux pour l'étude de la classe moyenne en Amérique Latine, Washington, Département des Science sociales de l'union panaméricaine.
- Sylvain-Bouchereau, Madeleine (1957), Haïti et Ses femmes. Une étude d'évolution Culturelle, Port-au-Prince, Les Presses Libres.